# National Board of Review Awards 2022
La 94ª edizione dei National Board of Review Awards ha premiato i migliori film del 2022.
I vincitori sono stati annunciati l'8 dicembre 2022.

## Classifiche

### Migliori dieci film dell'anno
- Aftersun, regia di Charlotte Wells
- Avatar - La via dell'acqua (Avatar: The Way of Water), regia di James Cameron
- Gli spiriti dell'isola (The Banshees of Inisherin), regia di Martin McDonagh
- Everything Everywhere All at Once, regia di Daniel Kwan e Daniel Scheinert
- The Fabelmans, regia di Steven Spielberg
- Glass Onion - Knives Out (Glass Onion: A Knives Out Mystery), regia di Rian Johnson
- RRR, regia di S. S. Rajamouli
- Till - Il coraggio di una madre (Till), regia di Chinonye Chukwu
- The Woman King, regia di Gina Prince-Bythewood
- Women Talking - Il diritto di scegliere (Women Talking), regia di Sarah Polley

### Migliori film stranieri
- Niente di nuovo sul fronte occidentale (Im Westen nichts Neues), regia di Edward Berger
- Argentina, 1985, regia di Santiago Mitre
- Decision to Leave (헤어질 결심), regia di Park Chan-wook
- EO, regia di Jerzy Skolimowski
- Saint Omer, regia di Alice Diop

### Migliori cinque documentari
- Tutta la bellezza e il dolore - All the Beauty and the Bloodshed (All the Beauty and the Bloodshed), regia di Laura Poitras
- All That Breathes, regia di Shaunak Sen
- Descendant - L'ultima nave schiavista (Descendant), regia di Margaret Brown
- Turn Every Page - The Adventures of Robert Caro and Robert Gottlieb, regia di Lizzie Gottlieb
- Vita selvaggia (Wildcat), regia di Trevor Frost e Melissa Lesh

### Migliori dieci film indipendenti
- Armageddon Time - Il tempo dell'apocalisse (Armageddon Time), regia di James Gray
- I crimini di Emily (Emily the Criminal), regia di John Patton Ford
- The Eternal Daughter, regia di Joanna Hogg
- Funny Pages, regia di Owen Kline
- The Inspection, regia di Elegance Bratton
- Living, regia di Oliver Hermanus
- A Love Song, regia di Max Walker-Silverman
- Nanny, regia di Nikyatu Jusu
- Il prodigio (The Wonder), regia di Sebastián Lelio
- To Leslie, regia di Michael Morris

## Premi
- Miglior film: Top Gun: Maverick, regia di Joseph Kosinski
- Miglior regista: Steven Spielberg per The Fabelmans
- Miglior attore: Colin Farrell per Gli spiriti dell'isola (The Banshees of Inisherin)
- Miglior attrice: Michelle Yeoh per Everything Everywhere All at Once
- Miglior attore non protagonista: Brendan Gleeson per Gli spiriti dell'isola (The Banshees of Inisherin)
- Miglior attrice non protagonista: Janelle Monáe per Glass Onion - Knives Out (Glass Onion: A Knives Out Mystery)
- Miglior sceneggiatura originale: Martin McDonagh per Gli spiriti dell'isola (The Banshees of Inisherin)
- Miglior sceneggiatura non originale: Edward Berger, Lesley Paterson, Ian Stokell per Niente di nuovo sul fronte occidentale (Im Westen nichts Neues)
- Miglior performance rivelazione femminile: Danielle Deadwyler per Till - Il coraggio di una madre (Till)
- Miglior performance rivelazione maschile: Gabriel LaBelle per The Fabelmans
- Miglior regista esordiente: Charlotte Wells per Aftersun
- Miglior film d'animazione: Marcel the Shell (Marcel the Shell with Shoes On), regia di Dean Fleischer-Camp
- Miglior film straniero: Close, regia di Lukas Dhont
- Miglior documentario: Sr., regia di Chris Smith
- Miglior cast: Women Talking - Il diritto di scegliere (Women Talking)
- Miglior fotografia: Claudio Miranda per Top Gun: Maverick
- Premio per la libertà di espressione (ex aequo):
  - Tutta la bellezza e il dolore - All the Beauty and the Bloodshed (All the Beauty and the Bloodshed) , regia di Laura Poitras
  - Argentina, 1985, regia di Santiago Mitre